# Journey to Babel
"Journey to Babel" é o décimo episódio da segunda temporada da série de ficção científica Star Trek, que foi ao ar em 17 de novembro de 1967 pela NBC. O episódio foi escrito por D. C. Fontana e dirigido por Joseph Pevney.
No enredo, a Enterprise transporta dignatários de vários planetas para uma conferência de paz, porém um dos embaixadores é assassinado e o pai de Spock é o principal suspeito.

## Enredo
Na data estelar 3842.3, a nave estelar USS Enterprise está transportando embaixadores para a Conferência de Babel, com o objetico de discutir a inlcusão do sistema Coridan na Federação. O sistema é uma fonte de cristas de dilítio porém é também pouco povoado e desprotegido. Os direitos de mineração são disputados por muitas espécies rivais que possuem várias razões para manter Corindan fora da Federação.
O Embaixador Sarek, de Vulcano, vem abordo da Enterprise junto com sua esposa humana Amanda, que o Capitão Kirk descobre, para sua surpresa, que são os pais de Spock. Kirk também é surpreendido por ver como Sarek reage friamente com seu filho, aparentemente porque Spock decidiu devotar sua vida para a Frota Estelar ao invés de entrar na Academia de Ciências de Vulcano, contra os desejos de Sarek.
Negociações formais estão marcadas para ocorrer no planetóide neutro de Babel, porém diplomacias preliminares começam abordo da Enterprise. Essa questão é controversa e o embaixador telarite, Gav, exige saber a posição de Sarek. Pressionado por uma resposta, Sarek transparentemente implica que os telarites querem manter Coridan fora da Federação para continuarem a minerar dilítio. Gav se ofende com a alegação e a confrontação se torna física brevemente antes de Kirk apartá-la, avisando para todas as delegações manterem a ordem abordo da nave.
Enquanto isso, Uhura detectou uma transmissão codificada transmitida da Enterprise para uma nave se movendo rapidamente no limite dos sensores. Pouco tempo depois, Gav é encontrado morto, presumidamente pelo método vulcano do tal-shaya, fazendo de Sarek um suspeito. Durante o interrogatório, Sarek sofre de um ataque cardiovascular, sendo levado imediatamente para a enfermaria, onde McCoy determina que ele precisará de uma sirurgia imediata. Uma vez que há uma escassez de seu tipo de sangue, que é relativamente raro entre vulcanos, Spock se voluntariza para doar seu próprio sangue para a operação, usando um estimulante experimental para aumentar a produção.
Ao mesmo tempo, um membro da delegação andoriana, Thelev, ataca e esfaqueia Kirk. Ele é severamente ferido e levado para enfermaria enquanto Thelev é levado para uma cela. De acordo com os regulamentos, apesar das objeções de McCoy e Amanda, Spock interrompe sua participação na cirurgia de Sarek e assume o comando da Enterprise, já que a situação é crítica demais para ser deixada nas mãos de um oficial menos experiente.
Kirk se recupera o suficiente para fingir que está totalmente bem e, com o apoio relutante de McCoy, retorna para ponte para substituir Spock, ordenando que ele vá para a enfermaria. Enquanto Uhura capta outra transmissão codificada vinda da Enterprise, rastreando-a até a área da prisão, Kirk decide ficar no comando apesar de estado debilitado. Quando Thelev é revistado, é descoberto que sua antena é falsa e esconde um pequeno transmissor. Thelev não é um andoriano, porém foi modificado cirurgicamente para se parecer com um.
A nave não identificada se aproxima e ataca a Enterprise, se movendo em uma velocidade altíssima, não dando tempo para a Enterprise travar suas armas. Kirk ordena que Thelev seja trazido a ponte e o questiona sobre seus motivos e os da nave, porém ele é evasivo. O ataque danifica a Enterprise e Kirk decide tentar um estratagema: desligar a nergia interna da Enterprise para ela parecer debilitada. Isso faz a nave inimiga se aproximar lentamente, permitindo que a Enterprise atire e a danifique em um aque surpresa. A nave desabilitada se auto destrói,e Thelev revela que tanto ele quanto a nave estavam em uma missão suicida; ele então cai no chão, morrendo de uma droga que ele mesmo injetou.
Kirk retorna para a enfermaria e encontra Spock e Sarek em alerta, a sirurgia foi aparentemente um sucesso. Spock especula que Thelev e a nave eram de origem orion e a velocidade e poder da sugunda são consistentes com uma missão suicida. A missão de Thelev, eles presumem, era semar desconfiança entre os membros da Federação e enfraquecer a Enterprise matando Kirk. Amanda pde para que Sarek agradeça Spock por salvar sua vida, porém ele dá de ombros, dizendo que tudo foi lógico. Amanda fica nervosa com os modos vulcanos. McCoy fica impaciente com a discussão e usa sua autoridade médica para mandar todos ficarem em silêncio.

## Remasterização
"Journey to Babel" foi remasterizado em 2006 e foi ao ar em 3 de fevereiro de 2007 como parte da remasterização de 40 anos da série original. Foi precedido na semana anterior por "For the World Is Hollow and I Have Touched the Sky" e sucedido uma semana depois por "The Doomsday Machine". Além da remasterização de áudio e vídeo, e das animações computadorizadas da Enterprise que são padrão em todas as revisões, mudanças específicas para o episódio incluem:
- Vulcano foi retrabalhado para parecer mais fotorealista e mais de acordo com suas aparições nos filmes e em Star Trek: Enterprise.
- Há uma nova sequência mostrando a chegada da nave auxiliar do Embaixador Sarek, particularmente ele entrando no hangar.
- A nave orion é mais detalhada porém retém o efeito giratório; ao ser destruída, há uma dispersão dos destroços mais realistas.

## Crítica
Zack Handlen da The A.V. Club deu ao episódio uma nota "B", achando-o um pouco "desconexo" porém "divertido". Em 1995, a Entertainment Weekly elegeu seus dez melhores episódios da série, colocando "Journey to Babel" na décima posição.